# Station Hampton-In-Arden
Hampton-In-Arden is een spoorwegstation van National Rail in Hampton-in-Arden, Solihull in Engeland. Het station is eigendom van Network Rail en wordt beheerd door West Midland Trains. Het station is geopend in 1884.